# Марк (имя)
Марк — мужское личное имя латинского происхождения. Одно из 18 основных личных имён в Древнем Риме.

## Происхождение
Предположительно произошло от личного римского имени лат. Marcus, которое, возможно, берёт своё начало от названия месяца лат. Martius в значении «родившийся в марте».
В классическое время Древнего Рима полное римское мужское имя обычно состояло из трёх компонентов: личного имени, или преномена (praenomen), родового имени, или номена (nomen), и индивидуального прозвища или наименования ветви рода, когномена (cognomen). Личное имя было подобно современному мужскому имени.
Римляне употребляли небольшое число личных имён (18 имён из общего количества 72); как правило, они были столь древнего происхождения, что в классическую эпоху значение большинства из них оказалось забытым. В том числе преномен лат. Marcus (Marqus). который предположительно берёт начало от Марса — бога-покровителя людей и стад, впоследствии бога войны. Современное этимологическое значение — «Молот».
Иноязычные формы
- англ. Mark
- араб. ﻣرقس ‎
- арм. Մարկոս
- баск. Marco
- бел. Марк
- болг. Марк
- брет. Mark
- валл. Marc
- венг. Márk
- греч. Μάρκος
- груз. მარკოზ
- дат. Markus
- ивр. מארק‎
- ирл. Mairc, Marcas
- исп. Marcos
- итал. Marco
- кат. Marc
- кит. 马克, 马可
- корн. Margh
- лат. Marcus
- латыш. Marks
- лит. Markas
- нем. Markus, Marcus
- нидерл. Mark
- норв. Mark
- пол. Marek
- порт. Marco, Marcos
- рум. Marcu
- сард. Marcu
- серб. Марко / Marko
- словац. Marek
- словен. Marko
- тайск. มาร์ค
- укр. Марко
- фин. Markku
- фр. Marc
- хорв. Marko
- чеш. Marc, Marek
- швед. Mark, Markus
- эсп. Marko
- эст. Markko
- яп. マルコ

## Носители, известные по имени

### Святые
- Марк — один из четырёх евангелистов, апостол от семидесяти, автор Евангелия от Марка.
- Марк-Иоанн — апостол от семидесяти, ученик Апостола Петра (1Пет.5:13).
- Марк (III век) — священномученик Римский.
- Марк Афинский (ок. 270 — ок. 400) — отшельник и юродивый за Христа, преподобный.
- Марк Подвижник (IV век) — монах, автор аскетических сочинений.
- Марк Гробокопатель (конец XI — начало XII века) — монах Киево-Печерской лавры.
- Марк Эфесский (1392—1444) — святой Православной церкви, святитель, участник Ферраро-Флорентийского собора, не принявший унию.

### Правители
- Марк — византийский император-соправитель в 475—476 годах.
- Марк — римский император-узурпатор (406—407).
- Марк ап Мерион (480—555) — король Корнубии (500—550-е).

### Священнослужители
- Марк — папа римский с 18 января по 7 октября 336 года.

- Марк Диадох (IV век) — епископ Фотики в Эпире Иллирийском, писатель.
- Марк Диакон (IV—V века) — диакон церкви в Газе и писатель, автор сочинения «Житие святого Порфирия, епископа Газского».

- Марк III (XII — начало XIII века) — патриарх Александрийский.

- Марк (Альрик) (род. 1958) — титулярный епископ Нямецкий Румынской православной церкви.
- Марк (Андрюк) (род. 1988) — епископ Бородянский, викарий Киевской епархии Украинской православной церкви (Московский патриархат).
- Марк (Арндт) (род. 1941) — епископ Русской православной церкви заграницей, архиепископ Берлинский и Германский.
- Марк (Боголюбов) (1879—1935) — епископ Русской православной церкви, епископ Забайкальский и Читинский.
- Марк (Василакис) (род. 1965) — епископ Элладской православной церкви, митрополит Хиосский, Псарийский и Инусский.
- Марк (Головков) (род. 1964) — епископ Русской православной церкви, митрополит Рязанский и Михайловский.
- Марк (Гринчевский) (род. 1978) — епископ Украинской православной церкви Киевского патриархата, епископ Одесский и Балтский.
- Марк (Давлетов) (род. 1966) — архиепископ Воркутинский и Усинский Русской православной церкви.
- Марк (Кимев) (род. 1977) — епископ Охридской архиепископии Сербской православной церкви, епископ Брегалницкий, местоблюститель Битольской епархии.
- Марк (Левкив) (род. 1979) — епископ Кропивницкий и Голованевский Православной церкви Украины.
- Марк (Липа) (1919—1982) — епископ Константинопольской православной церкви, епископ Левкийский, правящий архиерей Албанской православной епархии в Америке.
- Марк (Лозинский) (1939—1973) — священнослужитель Русской православной церкви, профессор Московской духовной академии.
- Марк (Махров) (1875—1937) — монах Русской православной церкви, преподобномученик.
- Марк (Мэймон) (род. 1958) — епископ Православной церкви в Америке, епископ Филадельфийский и Восточно-Пенсильванский.
- Марк (Петровций) (род. 1951) — епископ Украинской православной церкви (Московского патриархата), митрополит Хустский и Виноградовский.
- Марк (Святогоров) (род. 1980) — иеромонах Русской православной церкви
- Марк (Теодосис) — епископ Кисумский и Западной Кении Александрийской православной церкви.
- Марк (Тужиков) (род. 1961) — епископ Русской православной церкви, митрополит Вятский и Слободской.
- Марк (Форсберг) (род.1934) — епископ Православной церкви в Америке на покое.
- Марк (Шавыкин) (1910—1989) — епископ Русской православной церкви, епископ Ладожский, викарий Ленинградской епархии, настоятель Николаевского собора в Сан-Франциско.

## В составе сложного имени
- Марк Аврелий (значения)
- Марк Анний
- Марк Антоний (значения)
- Марк Аппулей (значения)
- Марк Ацилий
- Марк Валерий
- Марк Гавий
- Марк Клавдий
- Марк Нуммий
- Марк Октавий
- Марк Перперна
- Марк Помпей
- Марк Понтий
- Марк Туллий
- Марк Фабий
- Марк Фульвий
- Марк Эмилий
- Марк Юний Брут (значения)
- Марк Юний Силан

## Именины
- Православные (даты даны по григорианскому календарю)[3]: 11 января, 15 января, 17 января, 27 января, 1 февраля, 23 февраля, 18 марта, 23 марта, 11 апреля, 18 апреля, 8 мая, 27 мая, 18 июня, 16 июля, 17 июля, 24 августа, 10 октября, 11 октября, 20 октября, 9 ноября, 12 ноября, 5 декабря, 7 декабря, 31 декабря
- Католические: 27 февраля[4], 24 марта[5], 29 марта[6], 25 апреля[7], 28 апреля[8], 14 июня[9], 18 июня[10], 3 июля[11], 15 июля[12], 25 сентября[13], 28 сентября[14], 4 октября[15], 22 октября[16], 22 ноября[17]

## Фамилии, образованные от имени
От имени Марк образовано несколько фамилий: Марков, Марковский, Маркевич, Маркович.